# توصیف (روایت)
توصیف عبارت است از ارائهٔ تصویر ساکن از دنیای بیرون. در توصیف با واقعه (رویداد) مواجه نیستیم؛ در نتیجه، بحث از فشردگی یا عدم فشردگی معنی ندارد. دنیای ساکنِ بیرون، یا تصویرِ ساکنِ دنیای بیرون، آن بخش از ماجرا یا داستان است که کنش یا گفتاری در آن اتفاق نمی‌افتد.
نکته: هر عنصری که نقش در پیشبرد و بسط فرایند داستان ندارد، باید حذف شود.
در این‌جا خودبه‌خود بحث عمل داستانی و محل فیزیکی پیش می‌آید. عمل داستانی، حرکت پیشرفت ماجرا در مسیر برآورده شدن اهداف است. این حرکت بر دوش عناصر و اجزای داستان است. عناصر و اجزای داستان، با این‌که در عمل داستانی شرکت دارند، اما ممکن است خود با حرکت و عملی ظاهری و فیزیکی همراه نباشند یا به‌عکس.
«توصیف عینی»، بدون دخالت بینش و حالات و تأثیرات روحیِ نویسنده است، اما توصیف اکسپرسیونیستی توصیفی است که شرایط روحی و ذهنی نویسنده در آن دخالت می‌کند. در توصیف عینی، موصوف بی‌واسطه به ذهن خواننده منتقل می‌شود و در توصیف اکسپرسیونیستی با واسطه ذهن نویسنده در ذهن خواننده جای می‌گیرد.چیزی که غیر قابل توصیف است آن را عملی هم توصیف کرده ایم.